# Bagrat Shinkuba
Bagrat Vasilyevich Shinkuba (en abjasio: Баграҭ Уасыл-иҧа Шьынқәба, en ruso: Баграт Васильевич Шинкуба; Sujumi, 12 de mayo de 1917 — Ibidem, 25 de febrero de 2004) fue un escritor, poeta, lingüista y político abjaso. 
Estudió la historia de los pueblos abjasos, adigué y ubijé. Su novela El último de los que han partido está dedicado al trágico destino de la nación ubijé, que se extinguió hace 100 años. Entre 1958 y 1978 fue el presidente del Presidio del Consejo Supremo de la República Socialista Soviética Autónoma de Abjasia.

## Obra
- Bagrat Shinkuba. The Last of the Departed en Adyghe Library
- Иалкаау иоымтакуа, т. 1—2, Akya, 1967—68; в рус. пер. — Избранное. [Предисл. К. Симонова], М., 1976.